# Heliport Kuummiit

i7
i11
i13
Der Heliport Kuummiit (ICAO-Code: BGKM) ist ein Hubschrauberlandeplatz in Kuummiit im östlichen Grönland. Da er kein Abfertigungsgebäude besitzt, wird der Heliport auch als Helistop bezeichnet.

## Lage und Ausstattung
Der Heliport liegt etwas östlich des Dorfs, liegt auf einer Höhe von 89 Fuß und hat eine mit Schotter bedeckte 30 × 20 m große rechteckige Landefläche.

## Fluggesellschaften und Ziele
Der Heliport wird von Air Greenland bedient, welche regelmäßige Flüge zum Heliport Tasiilaq anbietet. Von dort aus kann der Flughafen Kulusuk erreicht werden.